# Mùa giải quần vợt năm 2017 của Roger Federer
Mùa giải quần vợt năm 2017 của Roger Federer chính thức bắt đầu vào ngày 2 tháng 1 năm 2017 tại giải Hopman Cup, và kết thúc vào ngày 18 tháng 11 năm 2017, với trận thua ở vòng bán kết ATP Finals.
Mùa giải này được coi là một trong những mùa giải trở lại hay nhất mọi thời đại. Sau khi liên tục bị chấn thương trong mùa giải 2016 và tụt xuống vị trí thứ 16 trên bảng xếp hạng ATP, Federer đã trở lại với hai danh hiệu Grand Slam, Giải quần vợt Úc Mở rộng và Giải quần vợt Wimbledon. Đây là mùa giải đầu tiên kể từ năm 2009 anh vô địch nhiều giải Grand Slam. Federer giành tổng cộng bảy danh hiệu trong năm 2017, nhiều nhất kể từ năm 2007, và với thành tích thắng–bại 54–5, đây là tỷ lệ chiến thắng cao nhất của anh kể từ năm 2006. Với những thành tích này, mùa giải 2017 là mùa giải thành công nhất của Federer trong hơn một thập kỷ.

## Tất cả các trận đấu
Bảng dưới đây liệt kê tất cả các trận đấu của Roger Federer trong năm 2017.
| VĐ | CK | BK | TK | V# | RR | Q# | A |  | Z# | PO | G | F-S | SF-B | NMS | NH |

### Đơn
| Giải đấu | Trận   | Vòng                       | Đối thủ | Xếp hạng  | Kết quả                        | Tỷ số |
| --- | ------ | -------------------------- | ------- | --------- | ------------------------------ | ----- |
| Giải quần vợt Úc Mở rộng Melbourne, Úc Grand Slam Cứng, ngoài trời 16 – 29 tháng 1 năm 2017                                          |        |                            |         |           |                                |       |
| 1 / 1326 | V1     | Jürgen Melzer (Q)          | 300     | Thắng     | 7–5, 3–6, 6–2, 6–2             |       |
| 2 / 1327 | V2     | Noah Rubin (Q)             | 200     | Thắng     | 7–5, 6–3, 7–6(7–3)             |       |
| 3 / 1328 | V3     | Tomáš Berdych (10)         | 10      | Thắng     | 6–2, 6–4, 6–4                  |       |
| 4 / 1330 | V4     | Kei Nishikori (5)          | 5       | Thắng     | 6–7(4–7), 6–4, 6–1, 4–6, 6–3   |       |
| 5 / 1329 | TK     | Mischa Zverev              | 50      | Thắng     | 6–1, 7–5, 6–2                  |       |
| 6 / 1331 | BK     | Stan Wawrinka (4)          | 4       | Thắng     | 7–5, 6–3, 1–6, 4–6, 6–3        |       |
| 7 / 1332 | VĐ     | Rafael Nadal (9)           | 9       | Thắng (1) | 6–4, 3–6, 6–1, 3–6, 6–3        |       |
| |        |                            |         |           |                                |       |
| Dubai Tennis Championships Dubai, Các Tiểu vương quốc Ả Rập Thống nhất ATP Tour 500 Cứng, ngoài trời 27 tháng 2 – 4 tháng 3 năm 2017 |        |                            |         |           |                                |       |
| 8 / 1333 | V1     | Benoît Paire               | 39      | Thắng     | 6–1, 6–3                       |       |
| 9 / 1334 | V2     | Evgeny Donskoy (Q)         | 116     | Thua      | 6–3, 6–7(7–9), 6–7(5–7)        |       |
| |        |                            |         |           |                                |       |
| Indian Wells Masters Indian Wells, Hoa Kỳ ATP Tour Masters 1000 Cứng, ngoài trời 6 – 19 tháng 3 năm 2017                             |        |                            |         |           |                                |       |
| – | V1     | Miễn                       | Miễn    | Miễn      | Miễn                           |       |
| 10 / 1335 | V2     | Stéphane Robert            | 81      | Thắng     | 6–2, 6–1                       |       |
| 11 / 1336 | V3     | Steve Johnson (24)         | 27      | Thắng     | 7–6(7–3), 7–6(7–5)             |       |
| 12 / 1337 | V4     | Rafael Nadal (5)           | 6       | Thắng     | 6–2, 6–3                       |       |
| – | TK     | Nick Kyrgios (15)          | 16      | W/O       | N/A                            |       |
| 13 / 1338 | BK     | Jack Sock (17)             | 18      | Thắng     | 6–1, 7–6(7–4)                  |       |
| 14 / 1339 | VĐ     | Stan Wawrinka (3)          | 3       | Thắng (2) | 6–4, 7–5                       |       |
| |        |                            |         |           |                                |       |
| Miami Open Miami, Hoa Kỳ ATP Tour Masters 1000 Cứng, ngoài trời 20 tháng 3 – 2 tháng 4 năm 2017                                      |        |                            |         |           |                                |       |
| – | V1     | Miễn                       | Miễn    | Miễn      | Miễn                           |       |
| 15 / 1340 | V2     | Frances Tiafoe (Q)         | 101     | Thắng     | 7–6(7–2), 6–3                  |       |
| 16 / 1341 | V3     | Juan Martín del Potro (29) | 34      | Thắng     | 6–3, 6–4                       |       |
| 17 / 1342 | V4     | Roberto Bautista Agut (14) | 18      | Thắng     | 7–6(7–5), 7–6(7–4)             |       |
| 18 / 1343 | TK     | Tomáš Berdych (10)         | 14      | Thắng     | 6–2, 3–6, 7–6(8–6)             |       |
| 19 / 1344 | BK     | Nick Kyrgios (12)          | 16      | Thắng     | 7–6(11–9), 6–7(9–11), 7–6(7–5) |       |
| 20 / 1345 | VĐ     | Rafael Nadal (5)           | 7       | Thắng (3) | 6–3, 6–4                       |       |
| |        |                            |         |           |                                |       |
| Stuttgart Open Stuttgart, Đức ATP Tour 250 Cỏ, ngoài trời 12 – 18 tháng 6 năm 2017                                                   |        |                            |         |           |                                |       |
| – | V1     | Miễn                       | Miễn    | Miễn      | Miễn                           |       |
| 21 / 1346 | V2     | Tommy Haas (WC)            | 302     | Thua      | 6–2, 6–7(8–10), 4–6            |       |
| |        |                            |         |           |                                |       |
| Halle Open Halle, Đức ATP Tour 500 Cỏ, ngoài trời 19 – 25 tháng 6 năm 2017                                                           |        |                            |         |           |                                |       |
| 22 / 1347 | V1     | Yūichi Sugita (LL)         | 66      | Thắng     | 6–3, 6–1                       |       |
| 23 / 1348 | V2     | Mischa Zverev              | 29      | Thắng     | 7–6(7–4), 6–4                  |       |
| 24 / 1349 | TK     | Florian Mayer              | 134     | Thắng     | 6–3, 6–4                       |       |
| 25 / 1350 | BK     | Karen Khachanov            | 38      | Thắng     | 6–4, 7–6(7–5)                  |       |
| 26 / 1351 | VĐ     | Alexander Zverev (4)       | 12      | Thắng (4) | 6–1, 6–3                       |       |
| |        |                            |         |           |                                |       |
| Giải quần vợt Wimbledon Luân Đôn, Vương quốc Liên hiệp Anh và Bắc Ireland Grand Slam Cỏ, ngoài trời 3 – 16 tháng 7 năm 2017          |        |                            |         |           |                                |       |
| 27 / 1352 | V1     | Alexandr Dolgopolov        | 84      | Thắng     | 6–3, 3–0 ret.                  |       |
| 28 / 1353 | V2     | Dušan Lajović              | 79      | Thắng     | 7–6(7–0), 6–3, 6–2             |       |
| 29 / 1354 | V3     | Mischa Zverev (27)         | 30      | Thắng     | 7–6(7–3), 6–4, 6–4             |       |
| 30 / 1355 | V4     | Grigor Dimitrov (13)       | 11      | Thắng     | 6–4, 6–2, 6–4                  |       |
| 31 / 1356 | TK     | Milos Raonic (6)           | 7       | Thắng     | 6–4, 6–2, 7–6(7–4)             |       |
| 32 / 1357 | BK     | Tomáš Berdych (11)         | 15      | Thắng     | 7–6(7–4), 7–6(7–4), 6–4        |       |
| 33 / 1358 | VĐ     | Marin Čilić (7)            | 6       | Thắng (5) | 6–3, 6–1, 6–4                  |       |
| |        |                            |         |           |                                |       |
| Canadian Open Montreal, Canada ATP Tour Masters 1000 Cứng, ngoài trời 7 – 13 tháng 8 năm 2017                                        |        |                            |         |           |                                |       |
| – | V1     | Miễn                       | Miễn    | Miễn      | Miễn                           |       |
| 34 / 1359 | V2     | Peter Polansky (WC)        | 116     | Thắng     | 6–2, 6–1                       |       |
| 35 / 1360 | V3     | David Ferrer               | 33      | Thắng     | 4–6, 6–4, 6–2                  |       |
| 36 / 1361 | TK     | Roberto Bautista Agut (12) | 16      | Thắng     | 6–4, 6–4                       |       |
| 37 / 1362 | BK     | Robin Haase                | 52      | Thắng     | 6–3, 7–6(7–5)                  |       |
| 38 / 1363 | CK     | Alexander Zverev (4)       | 8       | Thua (1)  | 3–6, 4–6                       |       |
| |        |                            |         |           |                                |       |
| Cincinnati Masters Cincinnati, Hoa Kỳ ATP Tour Masters 1000 Cứng, ngoài trời 14 – 20 tháng 8 năm 2017                                |        |                            |         |           |                                |       |
| Rút lui |        |                            |         |           |                                |       |
| |        |                            |         |           |                                |       |
| Giải quần vợt Mỹ Mở rộng Thành phố New York, Hoa Kỳ Grand Slam Cứng, ngoài trời 28 tháng 8 – 10 tháng 9 năm 2017                     |        |                            |         |           |                                |       |
| 39 / 1364 | V1     | Frances Tiafoe             | 71      | Thắng     | 4–6, 6–2, 6–1, 1–6, 6–4        |       |
| 40 / 1365 | V2     | Mikhail Youzhny            | 101     | Thắng     | 6–1, 6–7(3–7), 4–6, 6–4, 6–2   |       |
| 41 / 1366 | V3     | Feliciano López (31)       | 35      | Thắng     | 6–3, 6–3, 7–5                  |       |
| 42 / 1367 | V4     | Philipp Kohlschreiber (33) | 37      | Thắng     | 6–4, 6–2, 7–5                  |       |
| 43 / 1368 | TK     | Juan Martín del Potro (24) | 28      | Thua      | 5–7, 6–3, 6–7(8–10), 4–6       |       |
| |        |                            |         |           |                                |       |
| Laver Cup Prague, Cộng hòa Séc Laver Cup Cứng, trong nhà 22 – 24 tháng 9 năm 2017                                                    |        |                            |         |           |                                |       |
| 44 / 1369 | Ngày 2 | Sam Querrey                | 16      | Thắng     | 6–4, 6–2                       |       |
| 45 / 1370 | Ngày 3 | Nick Kyrgios               | 20      | Thắng     | 4–6, 7–6(8–6), [11–9]          |       |
| |        |                            |         |           |                                |       |
| Shanghai Masters Thượng Hải, Trung Quốc ATP Tour Masters 1000 Cứng, ngoài trời 9 – 15 tháng 10 năm 2017                              |        |                            |         |           |                                |       |
| – | V1     | Miễn                       | Miễn    | Miễn      | Miễn                           |       |
| 46 / 1371 | V2     | Diego Schwartzman          | 26      | Thắng     | 7–6(7–4), 6–4                  |       |
| 47 / 1372 | V3     | Alexandr Dolgopolov (Q)    | 41      | Thắng     | 6–4, 6–2                       |       |
| 48 / 1373 | TK     | Richard Gasquet            | 31      | Thắng     | 7–5, 6–4                       |       |
| 49 / 1374 | BK     | Juan Martín del Potro (16) | 23      | Thắng     | 3–6, 6–3, 6–3                  |       |
| 50 / 1375 | VĐ     | Rafael Nadal (1)           | 1       | Thắng (6) | 6–4, 6–3                       |       |
| |        |                            |         |           |                                |       |
| Swiss Indoors Basel, Thụy Sĩ ATP Tour 500 Cứng, trong nhà 23 – 29 tháng 10 năm 2017                                                  |        |                            |         |           |                                |       |
| 51 / 1376 | V1     | Frances Tiafoe (WC)        | 76      | Thắng     | 6–1, 6–3                       |       |
| 52 / 1377 | V2     | Benoît Paire               | 40      | Thắng     | 6–1, 6–3                       |       |
| 53 / 1378 | TK     | Adrian Mannarino (7)       | 28      | Thắng     | 4–6, 6–1, 6–3                  |       |
| 54 / 1379 | BK     | David Goffin (3)           | 10      | Thắng     | 6–1, 6–2                       |       |
| 55 / 1380 | VĐ     | Juan Martín del Potro (4)  | 19      | Thắng (7) | 6–7(5–7), 6–4, 6–3             |       |
| |        |                            |         |           |                                |       |
| Paris Masters Paris, Pháp ATP Tour Masters 1000 Cứng, trong nhà 30 tháng 10 – 5 tháng 11 năm 2017                                    |        |                            |         |           |                                |       |
| Rút lui |        |                            |         |           |                                |       |
| |        |                            |         |           |                                |       |
| ATP Finals Luân Đôn, Vương quốc Liên hiệp Anh và Bắc Ireland ATP Finals Cứng, trong nhà 12 – 19 tháng 11 năm 2017                    |        |                            |         |           |                                |       |
| 56 / 1381 | VB     | Jack Sock (8)              | 9       | Thắng     | 6–4, 7–6(7–4)                  |       |
| 57 / 1382 | VB     | Alexander Zverev (3)       | 3       | Thắng     | 7–6(8–6), 5–7, 6–1             |       |
| 58 / 1383 | VB     | Marin Čilić (5)            | 5       | Thắng     | 6–7(5–7), 6–4, 6–1             |       |
| 59 / 1384 | BK     | David Goffin (7)           | 8       | Thua      | 6–2, 3–6, 4–6                  |       |

### Đôi
| Giải đấu                                                                                                 | Trận   | Vòng                    | Đối thủ | Xếp hạng | Kết quả          | Tỷ số |
| --- | ------ | ----------------------- | ------- | -------- | ---------------- | ----- |
| Laver Cup Prague, Cộng hòa Séc Laver Cup Cứng, trong nhà 22 – 24 tháng 9 năm 2017 Đồng đội: Rafael Nadal |        |                         |         |          |                  |       |
| 1 / 219                                                                                                  | Ngày 2 | Sam Querrey / Jack Sock | 76 / 25 | Thắng    | 6–4, 1–6, [10–5] |       |

### Hopman Cup

#### Đơn
| Giải đấu                                                               | Trận | Vòng             | Đối thủ | Xếp hạng | Kết quả                      | Tỷ số |
| ---------------------------------------------------------------------- | ---- | ---------------- | ------- | -------- | ---------------------------- | ----- |
| Hopman Cup Perth, Úc Hopman Cup Cứng, trong nhà 1 – 7 tháng 1 năm 2017 |      |                  |         |          |                              |       |
| 1 / 15                                                                 | VB   | Daniel Evans     | 66      | Thắng    | 6–3, 6–4                     |       |
| 3 / 17                                                                 | VB   | Alexander Zverev | 24      | Thua     | 6–7(1–7), 7–6(7–4), 6–7(4–7) |       |
| 5 / 19                                                                 | VB   | Richard Gasquet  | 18      | Thắng    | 6–1, 6–4                     |       |

#### Đôi nam nữ
| Giải đấu                                                                                        | Trận | Vòng                                  | Đối thủ | Xếp hạng | Kết quả  | Tỷ số |
| ----------------------------------------------------------------------------------------------- | ---- | ------------------------------------- | ------- | -------- | -------- | ----- |
| Hopman Cup Perth, Úc Hopman Cup Cứng, trong nhà 1 – 7 tháng 1 năm 2017 Đồng đội: Belinda Bencic |      |                                       |         |          |          |       |
| 2 / 16                                                                                          | VB   | Heather Watson / Daniel Evans         | – / –   | Thắng    | 4–0, 4–1 |       |
| 4 / 18                                                                                          | VB   | Andrea Petkovic / Alexander Zverev    | – / –   | Thắng    | 4–1, 4–2 |       |
| 6 / 20                                                                                          | VB   | Kristina Mladenovic / Richard Gasquet | – / –   | Thua     | 2–4, 2–4 |       |

## Giao hữu

### Đơn
| Giải đấu | Trận | Vòng        | Đối thủ | Xếp hạng | Kết quả          | Tỷ số |
| --- | ---- | ----------- | ------- | -------- | ---------------- | ----- |
| Match for Africa 3 and 4 Zürich, Thụy Sĩ Seattle, Hoa Kỳ Giao hữu Cứng, trong nhà 10 và 29 tháng 4 năm 2017 |      |             |         |          |                  |       |
| 1 | –    | Andy Murray | 1       | Thắng    | 6–3, 7–6(8–6)    |       |
| 3 | –    | John Isner  | 24      | Thắng    | 6–4, 7–6(9–7)    |       |
| |      |             |         |          |                  |       |
| Match for UNICEF Glasgow, Scotland Giao hữu Cứng, trong nhà 7 tháng 11 năm 2017                             |      |             |         |          |                  |       |
| 1 | –    | Andy Murray | 16      | Thắng    | 6–3, 3–6, [10–6] |       |

### Đôi
| Giải đấu                                                                                             | Trận | Vòng                       | Đối thủ | Xếp hạng | Kết quả | Tỷ số |
| --- | ---- | -------------------------- | ------- | -------- | ------- | ----- |
| Match for Africa 4 Seattle, Hoa Kỳ Giao hữu Cứng, trong nhà 29 tháng 4 năm 2017 Đồng đội: Bill Gates |      |                            |         |          |         |       |
| 2 | –    | John Isner / Mike McCready | 54 / –  | Thắng    | 6–4     |       |

## Lịch thi đấu

### Đơn
| Ngày                                       | Giải đấu                   | Địa điểm           | Thể loại           | Mặt sân            | Kết quả trước      | Điểm trước | Điểm mới | Kết quả                                                             |
| ------------------------------------------ | -------------------------- | ------------------ | ------------------ | ------------------ | ------------------ | ---------- | -------- | ------------------------------------------------------------------- |
| 16 tháng 1 năm 2017– 29 tháng 1 năm 2017   | Giải quần vợt Úc Mở rộng   | Melbourne (AUS)    | Grand Slam         | Cứng               | BK                 | 720        | 2000     | Vô địch (đánh bại Rafael Nadal, 6–4, 3–6, 6–1, 3–6, 6–3)            |
| 27 tháng 2 năm 2017– 4 tháng 3 năm 2017    | Dubai Tennis Championships | Dubai (UAE)        | ATP 500            | Cứng               | A                  | N/A        | 45       | Vòng 2 (thua trước Evgeny Donskoy, 6–3, 6–7(7–9), 6–7(5–7))         |
| 6 tháng 3 năm 2017– 19 tháng 3 năm 2017    | Indian Wells Masters       | Indian Wells (USA) | Masters 1000       | Cứng               | A                  | N/A        | 1000     | Vô địch (đánh bại Stan Wawrinka, 6–4, 7–5)                          |
| 20 tháng 3 năm 2017– 2 tháng 4 năm 2017    | Miami Open                 | Miami (USA)        | Masters 1000       | Cứng               | A                  | N/A        | 1000     | Vô địch (đánh bại Rafael Nadal, 6–3, 6–4)                           |
| 12 tháng 6 năm 2017– 18 tháng 6 năm 2017   | Stuttgart Open             | Stuttgart (GER)    | ATP 250            | Cỏ                 | BK                 | 90         | 0        | Vòng 2 (thua trước Tommy Haas, 6–2, 6–7(8–10), 4–6)                 |
| 19 tháng 6 năm 2017– 25 tháng 6 năm 2017   | Halle Open                 | Halle (GER)        | ATP 500            | Cỏ                 | BK                 | 180        | 500      | Vô địch (đánh bại Alexander Zverev, 6–1, 6–3)                       |
| 3 tháng 7 năm 2017– 16 tháng 7 năm 2017    | Wimbledon                  | Luân Đôn (GBR)     | Grand Slam         | Cỏ                 | BK                 | 720        | 2000     | Vô địch (đánh bại Marin Čilić, 6–3, 6–1, 6–4)                       |
| 7 tháng 8 năm 2017– 13 tháng 8 năm 2017    | Canadian Open              | Montreal (CAN)     | Masters 1000       | Cứng               | A                  | N/A        | 600      | Chung kết (thua trước Alexander Zverev, 3–6, 4–6)                   |
| 14 tháng 8 năm 2017– 20 tháng 8 năm 2017   | Cincinnati Masters         | Cincinnati (USA)   | Masters 1000       | Cứng               | A                  | N/A        | N/A      | Rút lui do chấn thương lưng                                         |
| 28 tháng 8 năm 2017– 10 tháng 9 năm 2017   | Giải quần vợt Mỹ Mở rộng   | New York (USA)     | Grand Slam         | Cứng               | A                  | N/A        | 360      | Tứ kết (thua trước Juan Martín del Potro, 5–7, 6–3, 6–7(8–10), 4–6) |
| 22 tháng 9 năm 2017– 24 tháng 9 năm 2017   | Laver Cup                  | Prague (CZE)       | Laver Cup          | Cứng (trong nhà)   | N/A                | N/A        | N/A      | Đội châu Âu đánh bại Đội Thế giới, 15–9                             |
| 8 tháng 10 năm 2017– 15 tháng 10 năm 2017  | Shanghai Masters           | Thượng Hải (CHN)   | Masters 1000       | Cứng               | A                  | N/A        | 1000     | Vô địch (đánh bại Rafael Nadal, 6–4, 6–3)                           |
| 23 tháng 10 năm 2017– 29 tháng 10 năm 2017 | Swiss Indoors              | Basel (SUI)        | ATP 500            | Cứng (trong nhà)   | A                  | N/A        | 500      | Vô địch (đánh bại Juan Martín del Potro, 6–7(5–7), 6–4, 6–3)        |
| 30 tháng 10 năm 2017– 5 tháng 11 năm 2017  | Paris Masters              | Paris (FRA)        | Masters 1000       | Cứng (trong nhà)   | A                  | N/A        | N/A      | Rút lui do chấn thương lưng                                         |
| 12 tháng 11 năm 2017– 19 tháng 11 năm 2017 | ATP Finals                 | Luân Đôn (GBR)     | Tour Finals        | Cứng (trong nhà)   | KGQTD              | N/A        | 600      | Bán kết (thua trước David Goffin, 6–2, 3–6, 4–6)                    |
| Tổng điểm cuối năm                         | Tổng điểm cuối năm         | Tổng điểm cuối năm | Tổng điểm cuối năm | Tổng điểm cuối năm | Tổng điểm cuối năm | 2130       | 9605     | 7475                                                                |

### Đôi
| Ngày                                     | Giải đấu           | Địa điểm           | Thể loại           | Mặt sân            | Kết quả trước      | Điểm trước | Điểm mới | Kết quả                                 |
| ---------------------------------------- | ------------------ | ------------------ | ------------------ | ------------------ | ------------------ | ---------- | -------- | --------------------------------------- |
| 22 tháng 9 năm 2017– 24 tháng 9 năm 2017 | Laver Cup          | Prague (CZE)       | Laver Cup          | Cứng (trong nhà)   | N/A                | N/A        | N/A      | Đội châu Âu đánh bại Đội Thế giới, 15–9 |
| Tổng điểm cuối năm                       | Tổng điểm cuối năm | Tổng điểm cuối năm | Tổng điểm cuối năm | Tổng điểm cuối năm | Tổng điểm cuối năm | 0          | 0        | 0                                       |

## Các thành tích trong năm

### Thành tích đối đầu

#### Các trận đấu được ATP và Grand Slam công nhận
Roger Federer có thành tích thắng–thua 54–5 (91.53%) ở các trận đấu ATP trong mùa giải 2017. Thành tích của anh trước các tay vợt top 10 bảng xếp hạng ATP tại thời điểm diễn ra trận đấu là 14–2 (87.5%). In đậm biểu thị tay vợt được xếp hạng top 10 tại thời điểm ít nhất một lần gặp nhau. Danh sách dưới đây được sắp xếp theo số trận thắng:
- Rafael Nadal 4–0
- Tomáš Berdych 3–0
- Frances Tiafoe 3–0
- Mischa Zverev 3–0
- Juan Martín del Potro 3–1
- Roberto Bautista Agut 2–0
- Marin Čilić 2–0
- Alexandr Dolgopolov 2–0
- Nick Kyrgios 2–0
- Benoît Paire 2–0
- Jack Sock 2–0
- Stan Wawrinka 2–0
- Alexander Zverev 2–1
- Grigor Dimitrov 1–0
- David Ferrer 1–0
- Richard Gasquet 1–0
- Robin Haase 1–0
- Steve Johnson 1–0
- Karen Khachanov 1–0
- Philipp Kohlschreiber 1–0
- Dušan Lajović 1–0
- Feliciano López 1–0
- Adrian Mannarino 1–0
- Florian Mayer 1–0
- Jürgen Melzer 1–0
- Kei Nishikori 1–0
- Peter Polansky 1–0
- Sam Querrey 1–0
- Milos Raonic 1–0
- Stéphane Robert 1–0
- Noah Rubin 1–0
- Diego Schwartzman 1–0
- Yūichi Sugita 1–0
- Mikhail Youzhny 1–0
- David Goffin 1–1
- Evgeny Donskoy 0–1
- Tommy Haas 0–1

#### Các trận đấu được ITF công nhận
Thành tích chính thức của anh được ITF công nhận trong mùa giải 2017 là 56–6 (90.32%). Mặc dù đây là những trận đấu chính thức được ITF công nhận, ATP không tính những trận đó vào tổng số trận. In đậm biểu thị tay vợt được xếp hạng top 10 tại thời điểm ít nhất một lần gặp nhau. Các trận đấu được ITF bổ sung như sau:
- Daniel Evans 1–0
- Richard Gasquet 1–0
- Alexander Zverev 0–1

### Các trận chung kết

#### Đơn: 8 (7 danh hiệu, 1 á quân)
| Thể loại                          |
| --------------------------------- |
| Grand Slam (2–0)                  |
| ATP Finals (0–0)                  |
| ATP World Tour Masters 1000 (3–1) |
| ATP World Tour 500 (2–0)          |
| ATP World Tour 250 (0–0)          |

| Danh hiệu theo mặt sân |
| ---------------------- |
| Cứng (5–1)             |
| Đất nện (0–0)          |
| Cỏ (2–0)               |

| Danh hiệu theo điều kiện |
| ------------------------ |
| Ngoài trời (6–1)         |
| Trong nhà (1–0)          |

| Kết quả | T–B | Ngày              | Giải đấu                                               | Thể loại     | Mặt sân          | Đối thủ               | Tỷ số                   |
| ------- | --- | ----------------- | ------------------------------------------------------ | ------------ | ---------------- | --------------------- | ----------------------- |
| Vô địch | 1–0 | tháng 1 năm 2017  | Úc Mở rộng, Úc (5)                                     | Grand Slam   | Cứng             | Rafael Nadal          | 6–4, 3–6, 6–1, 3–6, 6–3 |
| Vô địch | 2–0 | tháng 3 năm 2017  | Indian Wells Masters, Hoa Kỳ (5)                       | Masters 1000 | Cứng             | Stan Wawrinka         | 6–4, 7–5                |
| Vô địch | 3–0 | tháng 4 năm 2017  | Miami Open, Hoa Kỳ (3)                                 | Masters 1000 | Cứng             | Rafael Nadal          | 6–3, 6–4                |
| Vô địch | 4–0 | tháng 6 năm 2017  | Halle Open, Đức (9)                                    | ATP 500      | Cỏ               | Alexander Zverev      | 6–1, 6–3                |
| Vô địch | 5–0 | tháng 7 năm 2017  | Wimbledon, Vương quốc Liên hiệp Anh và Bắc Ireland (8) | Grand Slam   | Cỏ               | Marin Čilić           | 6–3, 6–1, 6–4           |
| Á quân  | 5–1 | tháng 8 năm 2017  | Canada Mở rộng, Canada                                 | Masters 1000 | Cứng             | Alexander Zverev      | 3–6, 4–6                |
| Vô địch | 6–1 | tháng 10 năm 2017 | Thượng Hải Masters, Trung Quốc (2)                     | Masters 1000 | Cứng             | Rafael Nadal          | 6–4, 6–3                |
| Vô địch | 7–1 | tháng 10 năm 2017 | Swiss Indoors, Thụy Sĩ (8)                             | ATP 500      | Cứng (trong nhà) | Juan Martín del Potro | 6–7(5–7), 6–4, 6–3      |

#### Đồng đội: 1 (1 danh hiệu)
| Kết quả | T–B | Ngày             | Giải đấu                | Thể loại  | Mặt sân          | Đồng đội                                                              | Đối thủ                                                                       | Tỷ số |
| ------- | --- | ---------------- | ----------------------- | --------- | ---------------- | --------------------------------------------------------------------- | ----------------------------------------------------------------------------- | ----- |
| Thắng   | 1–0 | tháng 9 năm 2017 | Laver Cup, Cộng hòa Séc | Laver Cup | Cứng (trong nhà) | Rafael Nadal Alexander Zverev Dominic Thiem Marin Čilić Tomáš Berdych | Sam Querrey John Isner Nick Kyrgios Jack Sock Denis Shapovalov Frances Tiafoe | 15–9  |

### Tiền thưởng
- In đậm biểu thị giải đấu vô địch

| Giải đấu                   | Tiền thưởng | Tổng số     |
| -------------------------- | ----------- | ----------- |
| Giải quần vợt Úc Mở rộng   | A$3,700,000 | $2,774,260  |
| Dubai Tennis Championships | $34,100     | $2,808,360  |
| Indian Wells Masters       | $1,175,505  | $3,983,865  |
| Miami Open                 | $1,175,505  | $5,159,370  |
| Stuttgart Open             | €10,770     | $5,171,424  |
| Halle Open                 | €395,690    | $5,614,360  |
| Wimbledon                  | £2,200,000  | $8,478,320  |
| Canadian Open              | $438,635    | $8,916,955  |
| Giải quần vợt Mỹ Mở rộng   | $470,000    | $9,386,955  |
| Thượng Hải Masters         | $1,136,850  | $10,523,805 |
| Swiss Indoors              | €395,850    | $11,022,856 |
| ATP Finals                 | $764,000    | $11,786,856 |
| Tiền thưởng thêm           | $1,200,000  | $13,054,856 |
|                            |             | $13,054,856 |

 Số liệu bằng đô la Mỹ (USD). 

### Giải thưởng
- Tay vợt trở lại của năm[2]
- Stefan Edberg Giải thưởng thể thao[2]
  - Kỷ lục lần thứ 13 giành giải thưởng trong sự nghiệp (lần thứ 7 liên tiếp)
- ATPWorldTour.com Tay vợt yêu mến nhất[2]
  - Kỷ lục lần thứ 15 liên tiếp giành giải thưởng trong sự nghiệp
- Vận động viên thể thao nước ngoài của năm BBC[3]
  - Kỷ lục lần thứ 4 giành giải thưởng trong sự nghiệp
- Giải thưởng Thể thao Thế giới Laureus cho Vận động viên nam của năm (2018)[4]
  - Kỷ lục lần thứ 5 giành giải thưởng trong sự nghiệp
- Giải thưởng Thể thao Thế giới Laureus cho Vận động viên trở lại của năm (2018)[4]